# Premi Oscar 1941
La 13ª edizione della cerimonia di premiazione dei Premi Oscar si è tenuta il 27 febbraio 1941 al Biltmore Bowl del Biltmore Hotel di Los Angeles, condotta dal presidente dell'Academy Walter Wanger.

## Vincitori e candidati
Vengono di seguito indicati in grassetto i vincitori. Dove ricorrente e disponibile, viene indicato il titolo in lingua italiana e quello in lingua originale tra parentesi.

### Miglior film
- Rebecca - La prima moglie (Rebecca), regia di Alfred Hitchcock
- Paradiso proibito (All This, and Heaven Too), regia di Anatole Litvak
- Il prigioniero di Amsterdam (Foreign Correspondent), regia di Alfred Hitchcock
- Furore (The Grapes of Wrath), regia di John Ford
- Il grande dittatore (The Great Dictator), regia di Charles Chaplin
- Kitty Foyle, ragazza innamorata (Kitty Foyle), regia di Sam Wood
- Ombre malesi (The Letter), regia di William Wyler
- Viaggio senza fine (The Long Voyage Home), regia di John Ford
- La nostra città (Our Town), regia di Sam Wood
- Scandalo a Filadelfia (The Philadelphia Story), regia di George Cukor

### Miglior regia
- John Ford - Furore (The Grapes of Wrath)
- George Cukor - Scandalo a Filadelfia (The Philadelphia Story)
- Alfred Hitchcock - Rebecca - La prima moglie (Rebecca)
- Sam Wood - Kitty Foyle, ragazza innamorata (Kitty Foyle)
- William Wyler - Ombre malesi (The Letter)

### Miglior attore protagonista
- James Stewart - Scandalo a Filadelfia (The Philadelphia Story)
- Charlie Chaplin - Il grande dittatore (The Great Dictator)
- Henry Fonda - Furore (The Grapes of Wrath)
- Raymond Massey - Abramo Lincoln (Abe Lincoln in Illinois)
- Laurence Olivier - Rebecca - La prima moglie (Rebecca)

### Migliore attrice protagonista
- Ginger Rogers -  Kitty Foyle, ragazza innamorata (Kitty Foyle)
- Bette Davis - Ombre malesi (The Letter)
- Joan Fontaine - Rebecca - La prima moglie (Rebecca)
- Katharine Hepburn - Scandalo a Filadelfia (The Philadelphia Story)
- Martha Scott - La nostra città (Our Town)

### Miglior attore non protagonista
- Walter Brennan - L'uomo del West (The Westerner)
- Albert Bassermann - Il prigioniero di Amsterdam (Foreign Correspondent)
- William Gargan - Non desiderare la donna d'altri (They Knew What They Wanted)
- Jack Oakie - Il grande dittatore (The Great Dictator)
- James Stephenson - Ombre malesi (The Letter)

### Migliore attrice non protagonista
- Jane Darwell - Furore (The Grapes of Wrath)
- Judith Anderson - Rebecca - La prima moglie (Rebecca)
- Ruth Hussey - Scandalo a Filadelfia (The Philadelphia Story)
- Barbara O'Neil - Paradiso proibito (All This, and Heaven Too)
- Marjorie Rambeau - Piccolo porto (Primrose Path)

### Miglior sceneggiatura
- Donald Ogden Stewart - Scandalo a Filadelfia (The Philadelphia Story)
- Nunnally Johnson - Furore (The Grapes of Wrath)
- Donald Ogden Stewart e Dalton Trumbo - Kitty Foyle, ragazza innamorata (Kitty Foyle)
- Dudley Nichols - Viaggio senza fine (The Long Voyage Home)
- Philip MacDonald e Michael Hogan - Rebecca - La prima moglie (Rebecca)

### Miglior sceneggiatura originale
- Preston Sturges - Il grande McGinty (The Great McGinty)
- Ben Hecht - Angeli del peccato (Angels over Broadway)
- Norman Burnside, Heinz Herald e John Huston- Un uomo contro la morte (Dr. Ehrlich's Magic Bullet)
- Charles Bennett e Joan Harrison - Il prigioniero di Amsterdam (Foreign Correspondent)
- Charlie Chaplin - Il grande dittatore (The Great Dictator)

### Miglior soggetto
- Benjamin Glazer e John Toldy - Arrivederci in Francia (Arise, My Love)
- Walter Reisch - Corrispondente X (Comrade X)
- Hugo Butler e Dore Schary - Il romanzo di una vita (Edison, the Man)
- Leo McCarey, Bella Spewack e Samuel Spewack - Le mie due mogli (My Favorite Wife)
- Stuart N. Lake - L'uomo del West (The Westerner)

### Miglior fotografia
- Bianco e nero

- George Barnes - Rebecca - La prima moglie (Rebecca)
- James Wong Howe - Abramo Lincoln (Abe Lincoln in Illinois)
- Ernest Haller - Paradiso proibito (All This, and Heaven Too)
- Charles Lang - Arrivederci in Francia (Arise, My Love)
- Harold Rosson - La febbre del petrolio (Boom Town)
- Rudolph Maté - Il prigioniero di Amsterdam (Foreign Correspondent)
- Gaetano Gaudio - Ombre malesi (The Letter)
- Gregg Toland - Viaggio senza fine (The Long Voyage Home)
- Joseph Valentine - Parata di primavera (Spring Parade)
- Joseph Ruttenberg - Il ponte di Waterloo (Waterloo Bridge)

- Colore

- George Perinal - Il ladro di Bagdad (The Thief of Bagdad)
- Oliver T. Marsh e Allen Davey - Tzigana (Bitter Sweet)
- Arthur C. Miller e Ray Rennahan - Alla ricerca della felicità (The Blue Bird)
- Leon Shamroy e Ray Rennahan - Notti argentine (Down Argentine Way)
- Victor Milner e W. Howard Greene - Giubbe rosse (North West Mounted Police)
- Sidney Wagner e William V. Skall - Passaggio a Nord-Ovest (Northwest Passage)

### Miglior scenografia
- Bianco e nero

- Cedric Gibbons e Paul Groesse - Orgoglio e pregiudizio (Pride and Prejudice)
- Hans Dreier e Robert Usher - Arrivederci in Francia (Arise, My Love)
- Lionel Banks e Robert Peterson - Arizona
- John Otterson - Hellzapopping in Grecia (The Boys from Syracuse)
- John Victor Mackay - La belva umana (Dark Command)
- Alexander Golitzen - Il prigioniero di Amsterdam (Foreign Correspondent)
- Richard Day e Joseph C. Wright - Il romanzo di Lillian Russell (Lillian Russell))
- Van Nest Polglase e Mark-Lee Kirk - Le mie due mogli (My Favorite Wife)
- John DuCasse Schulze - Figlio, figlio mio! (My Son, My Son)
- Lewis J. Rachmil - La nostra città (Our Town)
- Lyle Wheeler - Rebecca - La prima moglie (Rebecca)
- Anton Grot - Lo sparviero del mare (The Sea Hawk)
- James Basevi - L'uomo del West (The Westerner)

- Colore

- Vincent Korda - Il ladro di Bagdad (The Thief of Bagdad)
- Cedric Gibbons e John S. Detlie - Tzigana (Bitter Sweet)
- Richard Day e Joseph C. Wright - Notti argentine (Down Argentine Way)
- Hans Dreier e Roland Anderson - Giubbe rosse (North West Mounted Police)

### Migliori effetti speciali
- Lawrence W. Butler e Jack Whitney - Il ladro di Bagdad (The Thief of Bagdad)
- Fred Sersen e Edmund H. Hansen - Alla ricerca della felicità (The Blue Bird)
- A. Arnold Gillespie e Douglas Shearer - La febbre del petrolio (Boom Town)
- John P. Fulton, Bernard B. Brown e Joseph Lapis - Hellzapopping in Grecia (The Boys from Syracuse)
- Gordon Jennings e Farciot Edouart - Dr. Cyclops
- Paul Eagler e Thomas T. Moulton - Il prigioniero di Amsterdam (Foreign Correspondent)
- John P. Fulton, Bernard B. Brown e William Hedgecock - Il ritorno dell'uomo invisibile (The Invisible Man Returns)
- R. T. Layton, R. O. Binger e Thomas T. Moulton - Viaggio senza fine (The Long Voyage Home)
- Roy Seawright e Elmer Raguse - Un milione di anni fa (One Million B.C.)
- Jack Cosgrove e Arthur Johns - Rebecca - La prima moglie (Rebecca)
- Byron Haskin e Nathan Levinson - Lo sparviero del mare (The Sea Hawk)
- Vernon L. Walker e John O. Aalberg - Robinson nell'isola dei corsari (Swiss Family Robinson)
- Farciot Edouart, Gordon Jennings e Loren Ryder - Tifone sulla Malesia (Typhoon)
- Howard J. Lydecker, William Bradford, Ellis J. Thackery e Herbert Norsch - Women in War

### Miglior montaggio
- Anne Bauchens - Giubbe rosse (North West Mounted Police)
- Robert E. Simpson - Furore (The Grapes of Wrath)
- Warren Low - Ombre malesi (The Letter)
- Sherman Todd - Viaggio senza fine (The Long Voyage Home)
- Hal C. Kern - Rebecca - La prima moglie (Rebecca)

### Miglior sonoro
- Douglas Shearer e Metro-Goldwyn-Mayer Studio Sound Department - Musica indiavolata (Strike Up the Band)
- Bernard B. Brown e Universal Studio Sound Department - Parata di primavera (Spring Parade)
- Thomas T. Moulton e Samuel Goldwyn Studio Sound Department - La nostra città (Our Town)
- Charles Lootens e Republic Studio Sound Department - Behind the News
- Nathan Levinson e Warner Bros. Studio Sound Department - Lo sparviero del mare (The Sea Hawk)
- John P. Livadary e Columbia Studio Sound Department - Troppi mariti (Too Many Husbands)
- Elmer Raguse e Hal Roach Studio Sound Department - I ribelli dei sette mari (Captain Caution)
- Jack Whitney e General Service Sound Department - Quelli della Virginia (The Howards of Virginia)
- Edmund H. Hansen e 20th Century-Fox Studio Sound Department - Furore (The Grapes of Wrath)
- Loren L. Ryder e Paramount Studio Sound Department - Giubbe rosse (North West Mounted Police)
- John Aalberg e RKO Radio Studio Sound Department - Kitty Foyle, ragazza innamorata (Kitty Foyle)

### Miglior colonna sonora
- Adattamento

- Alfred Newman - Una notte a Broadway (Tin Pan Alley)
- Victor Young - Arrivederci in Francia (Arise, My Love)
- Cy Feuer - Hit Parade of 1941
- Anthony Collins - Irene
- Aaron Copland - La nostra città (Our Town)
- Erich Wolfgang Korngold - Lo sparviero del mare (The Sea Hawk)
- Artie Shaw - Follie di jazz (Second Chorus)
- Charles Previn - Parata di primavera (Spring Parade)
- Roger Edens e Georgie Stoll - Musica indiavolata (Strike Up the Band)

- Originale

- Leigh Harline, Paul J. Smith e Ned Washington - Pinocchio
- Victor Young - Arizona
- Victor Young - La belva umana (Dark Command)
- Louis Gruenberg - The Fight for Life
- Meredith Willson - Il grande dittatore (The Great Dictator)
- Frank Skinner - La casa dei sette camini (The House of the Seven Gables)
- Richard Hageman - Quelli della Virginia (The Howards of Virginia)
- Max Steiner - Ombre malesi (The Letter)
- Richard Hageman - Viaggio senza fine (The Long Voyage Home)
- Alfred Newman - Il segno di Zorro (The Mark of Zorro)
- Roy Webb - Le mie due mogli (My Favorite Wife)
- Victor Young - Giubbe rosse (North West Mounted Police)
- Werner Heymann - Un milione di anni fa (One Million B.C.)
- Aaron Copland - La nostra città (Our Town)
- Franz Waxman - Rebecca - La prima moglie (Rebecca)
- Miklós Rózsa - Il ladro di Bagdad (The Thief of Bagdad)
- Herbert Stothart - Il ponte di Waterloo (Waterloo Bridge)

### Miglior canzone
- When You Wish upon a Star, musica di Leigh Harline, testo di Ned Washington - Pinocchio
- Down Argentine Way, musica di Harry Warren, testo di Mack Gordon - Notti argentine (Down Argentine Way)
- I'd Know You Anywhere, musica di Jimmy McHugh, testo di Johnny Mercer - You'll Find Out
- It's a Blue World, musica e testo di Chet Forrest e Bob Wright - Music in My Heart
- Love of My Life, musica di Artie Shaw, testo di Johnny Mercer - Follie di jazz (Second Chorus)
- Only Forever, musica di James Monaco, testo di John Burke - Rhythm on the River
- Our Love Affair, musica e testo di Roger Edens e Arthur Freed - Musica indiavolata (Strike Up the Band)
- Waltzing in the Clouds, musica di Robert Stolz, testo di Gus Kahn - Parata di primavera (Spring Parade)
- Who Am I?, musica di Jule Styne, testo di Walter Bullock - Hit Parade of 1941

### Miglior cortometraggio
- Quicker'n a Wink, regia di George Sidney
- More about Nostradamus, regia di David Miller
- London Can Take It, regia di Humphrey Jennings e Harry Watt

### Miglior cortometraggio a 2 bobine
- Teddy, the Rough Rider, regia di Ray Enright
- Eyes of the Navy, regia di Herman Hoffman
- Service with the Colors, regia di B. Reeves Eason

### Miglior cortometraggio d'animazione
- La via lattea (The Milky Way), regia di Rudolf Ising
- Un gatto messo alla porta (Puss Gets The Boot), regia di Joseph Barbera e William Hanna
- Caccia al coniglio (A Wild Hare), regia di Tex Avery

## Premi speciali

### Oscar onorario
- Bob Hope per l'altruismo dimostrato verso l'industria cinematografica.
- Nathan Levinson per il suo notevole servizio al cinema ed all'esercito durante gli scorsi nove anni, che ha reso possibile l'attuale efficiente mobilitazione delle risorse dell'industria cinematografica per la produzione di film sull'addestramento militare.